# Championnat du Japon de football de deuxième division 2020
Navigation
J2 League 2019 J2 League 2021
Le Championnat du Japon de football de deuxième division 2020 est la 22e édition de la J2 League. Le championnat a débuté le 23 février 2020 et s'est achevé le 20 décembre 2020.
Les deux meilleurs du championnat sont promus en J.League 2021.
La pandémie de Covid-19 perturbe le déroulement de la compétition qui doit s'arrêter cinq mois mais parvient à reprendre et se finir en décembre 2020. À titre exceptionnel, aucune relégation n'a lieu.

## Les clubs participants
Les équipes classées de la 3e à la 20e place de la J2 League 2019, les 17e et 18e de J.League 2019 et le champions et le 2e de J3 League 2019 participent à la compétition.
| Club                      | Dernière montée | Ville      | Classement 2019 | Entraîneur          | Depuis | Stade                         | Capacité | Nombre de saisons |
| ------------------------- | --------------- | ---------- | --------------- | ------------------- | ------ | ----------------------------- | -------- | ----------------- |
| Matsumoto Yamaga FC       | 2020            | Matsumoto  | 17e             | Kei Shibata         | 2020   | Matsumoto Stadium             | 20 000   | 7                 |
| Júbilo Iwata              | 2020            | Iwata      | 18e             | Masakazu Suzuki     | 2020   | Stade Yamaha                  | 16 893   | 3                 |
| Omiya Ardija              | 2018            | Saitama    | 3e              | Takuya Takagi       | 2019   | Stade du parc Omiya           | 15 500   | 10                |
| Tokushima Vortis          | 2015            | Tokushima  | 4e              | Ricardo Rodríguez   | 2016   | Pocarisweat Stadium           | 17 924   | 14                |
| Ventforet Kōfu            | 2018            | Kōfu       | 5e              | Akira Ito           | 2019   | Kose Sports Park Stadium      | 17 000   | 13                |
| Montedio Yamagata         | 2016            | Yamagata   | 6e              | Kiyotaka Ishimaru   | 2020   | Stade du parc Yamagata        | 20 315   | 18                |
| Mito HollyHock            | 2000            | Mito       | 7e              | Tadahiro Akiba      | 2020   | Stade Mito                    | 12 000   | 20                |
| Kyoto Sanga FC            | 2011            | Kyoto      | 8e              | Noritada Saneyoshi  | 2020   | Nishikyogoku Athletic Stadium | 20 588   | 14                |
| Fagiano Okayama           | 2009            | Okayama    | 9e              | Kenji Arima         | 2019   | City Light Stadium            | 20 000   | 11                |
| Albirex Niigata           | 2018            | Niigata    | 10e             | Albert Puig         | 2020   | Stade Denka                   | 42 300   | 8                 |
| Zweigen Kanazawa          | 2015            | Kanazawa   | 11e             | Masaaki Yanagishita | 2017   | Ishikawa Athletics Stadium    | 20 261   | 6                 |
| V-Varen Nagasaki          | 2019            | Nagasaki   | 12e             | Makoto Teguramori   | 2019   | Nagasaki Athletic Stadium     | 20 246   | 7                 |
| Tokyo Verdy               | 2009            | Tokyo      | 13e             | Hideki Nagai        | 2019   | Stade Ajinomoto               | 50 000   | 13                |
| FC Ryukyu                 | 2019            | Okinawa    | 14e             | Yasuhiro Higuchi    | 2019   | Tapic Kenso Hiyagon Stadium   | 25 000   | 2                 |
| Renofa Yamaguchi FC       | 2016            | Yamaguchi  | 15e             | Masahiro Shimoda    | 2018   | Ishin Me-Life Stadium         | 15 115   | 5                 |
| Avispa Fukuoka            | 2017            | Fukuoka    | 16e             | Shigetoshi Hasebe   | 2020   | Level5 Stadium                | 22 563   | 15                |
| JEF United Ichihara Chiba | 2010            | Ichihara   | 17e             | Yoon Jong-hwan      | 2020   | Fukuda Denshi Arena           | 19 781   | 11                |
| FC Machida Zelvia         | 2016            | Machida    | 18e             | Ranko Popović       | 2020   | Machida Stadium               | 8 000    | 6                 |
| Ehime FC                  | 2006            | Matsuyama  | 19e             | Kenta Kawai         | 2018   | Ningineer Stadium             | 20 000   | 14                |
| Tochigi SC                | 2018            | Utsunomiya | 20e             | Kazuaki Tasaka      | 2019   | Tochigi Green Stadium         | 18 025   | 9                 |
| Giravanz Kitakyushu       | 2020            | Kitakyūshū | 1er             | Shinji Kobayashi    | 2019   | Mikuni World Stadium          | 15 300   | 8                 |
| Thespakusatsu Gunma       | 2020            | Kusatsu    | 2e              | Ryosuke Okuno       | 2020   | Shoda Shoyu Stadium Gunma     | 15 253   | 13                |

- Relégué de la J1 League 2019
- Promu de la J3 League 2019

### Localisation des clubs
| \| Clubs du Grand Tokyo · Mito HollyHock (Ibaraki) · Tokyo Verdy (Tokyo) · JEF United Ichihara Chiba (Chiba) · FC Machida Zelvia (Tokyo) · Ventforet Kōfu (Yamanashi) · Omiya Ardija (Saitama) · Tochigi SC (Saitama) · Thespakusatsu Gunma (Gunma) Grand Tokyo Nagasaki Ehime FC Albirex Niigata Kyoto Sanga FC Avispa Montedio Yamagata Renofa FC Ryukyu Matsumoto Yamaga FC Júbilo Iwata Tokushima Vortis Fagiano Okayama Zweigen Kanazawa Kitakyushu \| Localisation des clubs engagés dans le championnat. |
| Clubs du Grand Tokyo · Mito HollyHock (Ibaraki) · Tokyo Verdy (Tokyo) · JEF United Ichihara Chiba (Chiba) · FC Machida Zelvia (Tokyo) · Ventforet Kōfu (Yamanashi) · Omiya Ardija (Saitama) · Tochigi SC (Saitama) · Thespakusatsu Gunma (Gunma) Grand Tokyo Nagasaki Ehime FC Albirex Niigata Kyoto Sanga FC Avispa Montedio Yamagata Renofa FC Ryukyu Matsumoto Yamaga FC Júbilo Iwata Tokushima Vortis Fagiano Okayama Zweigen Kanazawa Kitakyushu                                                           |

| Clubs du Grand Tokyo · Mito HollyHock (Ibaraki) · Tokyo Verdy (Tokyo) · JEF United Ichihara Chiba (Chiba) · FC Machida Zelvia (Tokyo) · Ventforet Kōfu (Yamanashi) · Omiya Ardija (Saitama) · Tochigi SC (Saitama) · Thespakusatsu Gunma (Gunma) Grand Tokyo Nagasaki Ehime FC Albirex Niigata Kyoto Sanga FC Avispa Montedio Yamagata Renofa FC Ryukyu Matsumoto Yamaga FC Júbilo Iwata Tokushima Vortis Fagiano Okayama Zweigen Kanazawa Kitakyushu |

## Compétition

### Déroulement
La compétition a une coupure de juillet à août pour ne pas heurter l'organisation des Jeux olympiques d'été 2020 qui se déroulent au Japon. Le 25 février, la Ligue annonce l'annulation de tous les matchs jusqu'au 15 mars en raison de la pandémie de Covid-19. La compétition reprend finalement en juillet 2020 et se termine en décembre, le mois habituel de clôture du championnat.
Le 19 mars, la J.League annonce qu'aucune relégation n'aura lieu pour la saison 2020, la J2 League reste à 22 clubs pour la saison 2021 car les 2 promus en J3 League remplacerons les deux promu de J.League.

### Classement
Source : CLASSEMENT J.LEAGUE DIVISION 2 2020 sur transfermarkt.fr
| Rang | Équipe                    | Pts | J  | G  | N  | P  | Bp | Bc | Diff |
| ---- | ------------------------- | --- | -- | -- | -- | -- | -- | -- | ---- |
| 1    | Tokushima Vortis          | 84  | 42 | 25 | 9  | 8  | 67 | 33 | +34  |
| 2    | Avispa Fukuoka            | 84  | 42 | 25 | 9  | 8  | 51 | 29 | +22  |
| 3    | V-Varen Nagasaki          | 80  | 42 | 23 | 11 | 8  | 66 | 39 | +27  |
| 4    | Ventforet Kōfu            | 65  | 42 | 16 | 17 | 9  | 50 | 41 | +9   |
| 5    | Giravanz Kitakyushu P     | 65  | 42 | 19 | 8  | 15 | 59 | 51 | +8   |
| 6    | Júbilo Iwata R            | 63  | 42 | 16 | 15 | 11 | 58 | 47 | +11  |
| 7    | Montedio Yamagata         | 62  | 42 | 17 | 11 | 14 | 59 | 42 | +17  |
| 8    | Kyoto Sanga FC            | 59  | 42 | 16 | 11 | 15 | 47 | 45 | +2   |
| 9    | Mito HollyHock            | 58  | 42 | 16 | 10 | 16 | 68 | 62 | +6   |
| 10   | Tochigi SC                | 58  | 42 | 15 | 13 | 14 | 41 | 39 | +2   |
| 11   | Albirex Niigata           | 57  | 42 | 14 | 15 | 13 | 55 | 55 | 0    |
| 12   | Tokyo Verdy               | 54  | 42 | 13 | 15 | 14 | 48 | 48 | 0    |
| 13   | Matsumoto Yamaga FC R     | 54  | 42 | 13 | 15 | 14 | 44 | 52 | -8   |
| 14   | JEF United Ichihara Chiba | 53  | 42 | 15 | 8  | 19 | 47 | 51 | -4   |
| 15   | Omiya Ardija              | 53  | 42 | 14 | 11 | 17 | 43 | 52 | -9   |
| 16   | FC Ryukyu                 | 50  | 42 | 14 | 8  | 20 | 58 | 61 | -3   |
| 17   | Fagiano Okayama           | 50  | 42 | 12 | 14 | 16 | 39 | 49 | -10  |
| 18   | Zweigen Kanazawa          | 49  | 42 | 12 | 13 | 17 | 57 | 67 | -10  |
| 19   | FC Machida Zelvia         | 49  | 42 | 12 | 13 | 17 | 41 | 52 | -11  |
| 20   | Thespakusatsu Gunma P     | 49  | 42 | 15 | 4  | 23 | 40 | 62 | -22  |
| 21   | Ehime FC                  | 34  | 42 | 8  | 10 | 24 | 38 | 68 | -30  |
| 22   | Renofa Yamaguchi FC       | 33  | 42 | 9  | 6  | 27 | 43 | 74 | -31  |

|  | Promu en J1 League 2021                                   |
|  | P : Promu de J3 League 2019 R : Relégué de J1 League 2019 |

## Statistiques

### Meilleurs buteurs
|                    | Buteur               | Club                | Buts | MJ |
| ------------------ | -------------------- | ------------------- | ---- | -- |
| Médaille d'or      | Peter Utaka          | Kyoto Sanga FC      | 22   | 40 |
| Médaille d'argent  | Akira Silvano Disaro | Giravanz Kitakyushu | 18   | 35 |
| Médaille de bronze | Yuki Kakita          | Tokushima Vortis    | 17   | 42 |
| 4                  | Kazuma Yamaguchi     | Mito HollyHock      | 15   | 35 |
| 5                  | Vinícius Araújo      | Montedio Yamagata   | 14   | 37 |
| 6                  | Mutsuki Kato         | Zweigen Kanazawa    | 13   | 42 |
| 7                  | Masato Nakayama      | Mito HollyHock      | 13   | 38 |
| 8                  | Takuma Abe           | FC Ryukyu           | 13   | 31 |
| 9                  | Kazuma Takai         | Renofa Yamaguchi FC | 11   | 42 |
| 10                 | Daiya Tono           | Avispa Fukuoka      | 11   | 41 |